# Železniško postajališče Podkoren
Železniška postajališče Podkoren je trenutno nedelujoča železniška postajališče v Podkorenu na železniški progi Jesenice–Trbiž.
Postajno poslopje stoji še danes na južnem delu naselja. Potniški promet na progi je bil ukinjen 1. aprila 1966.
V okviru obsežne posodobitve slovenskega železniškega omrežja naj bi tudi kranjskogorsko progo obnovili in zopet usposobili za potniški promet.